# أكوراي

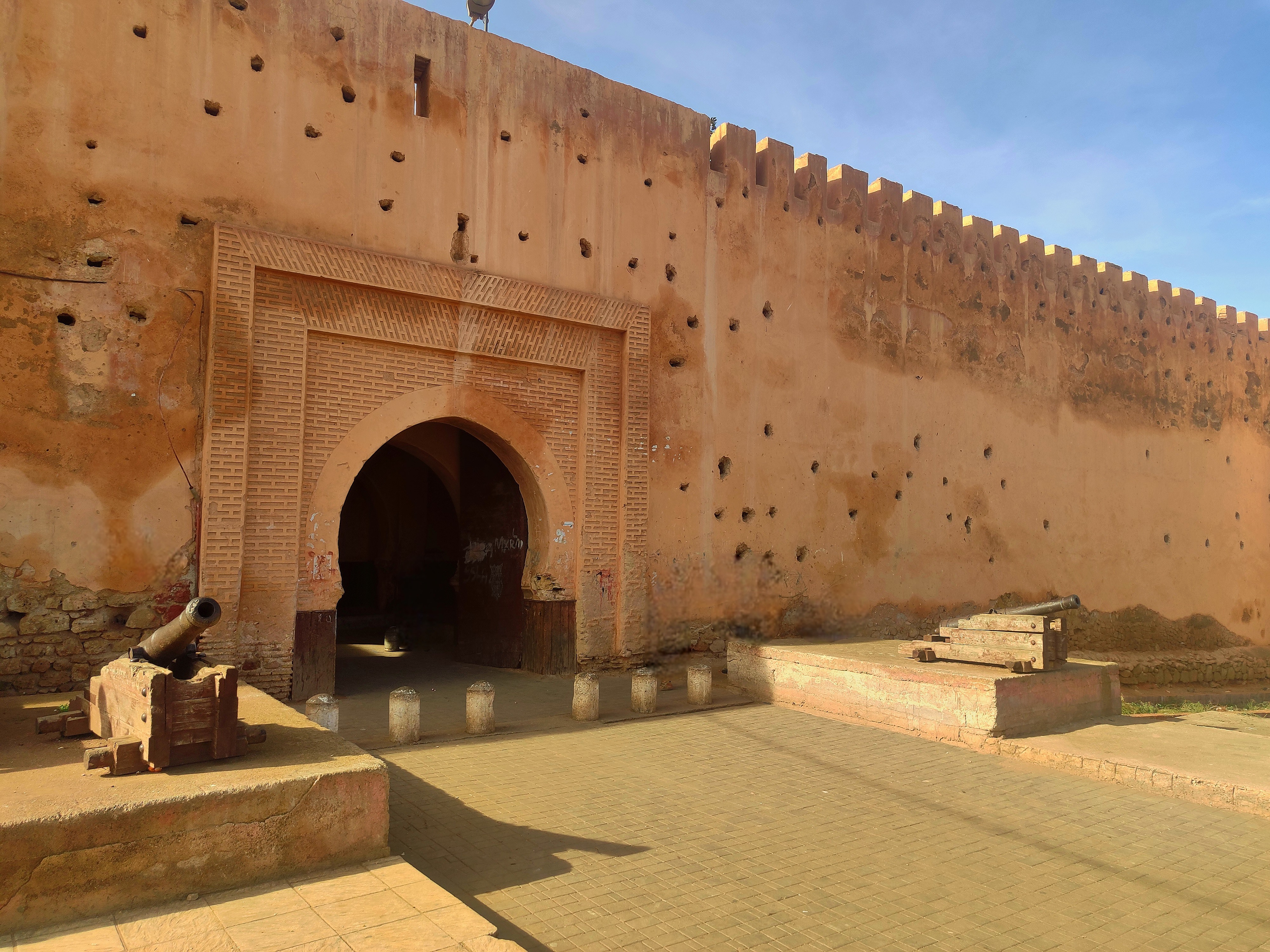
قصبة أكواري

أڭوراي هي قرية مغربية وسط البلاد.تقع أكوراي جنوبي مكناس. تنتمي أڭوراي لإقليم الحاجب، وتضم 13.291 نسمة (حسب الإحصاء الرسمي 2004). يتواجد بها إعدادية واحدة (يعقوب المنصور). بالإضافة إلى ثانوية واحدة (عمر بن عبد العزيز). إضافة إلى أربع مدارس ابتدائية.
تضم قصبة تاريخية تسمى "قصبة أكوراي" ، وقد صنفت تراثا عالميا وإنسانيا من طرف وزارة الثقافة المغربية بقرار صادر بتاريخ 10 فبراير 1948 ( ج ر. رقم 1846 في 12 مارس 1948)